# Émile Guillaume (peintre)
Pour les articles homonymes, voir Émile Guillaume.
Émile Guillaume, né le 19 juin 1900 à Paris et mort le 14 juillet 1975 à Saint-Nazaire, est un peintre français régionaliste, particulièrement inspiré par la Bretagne.

## Biographie
La famille d'Émile Guillaume est originaire de Bretagne. Deux de ses aïeux ont été maires de Questembert. Il est élève à l'école des beaux-arts de Paris. En 1924, il contribue au décor du film Le Miracle des loups. En 1928, il s'installe à La Baule. Là, il peint des fresques dans l'hôtel Plage et golf et dans plusieurs villas balnéaires dans les années 1930.
En 1944, lors de la Seconde Guerre mondiale, il se trouve dans la poche de Saint-Nazaire. La chambre de commerce de la ville lui commande des dessins pour un timbre postal, le seul portant la mention « front de l'Atlantique ».
Après guerre, il peint de nouvelles fresques, notamment celle du rideau du cinéma Trianon à Saint-Nazaire, et pour des loges maçonniques. Il conçoit également l'architecture de deux villas de La Baule : La Comoë (vers 1960)  et Hon Daou (cette dernière est sa propre demeure),.
Vers 1932, il décore l'intérieur de la villa Messidor, construite par Adrien Grave. Cette villa est classée patrimoine exceptionnel de La Baule. 
Il dresse une carte de Bretagne ornée de dessins costumes traditionnels et de lieux remarquables, et réalise une série de cartes postales figurant des Bretonnes et Bretons.